# دوري كونغو الديمقراطية الممتاز 2016–17
الدوري الوطني الكونغولي 2016–17 هو الموسم 60 من الدوري الوطني الكونغولي. كان عدد الأندية المشاركة فيه 28، وفاز فيه تي بي مازيمبي.